# La Chapelle-Cécelin
 La Chapelle-Cécelin  là một xã thuộc tỉnh Manche trong vùng Normandie tây bắc nước Pháp. Xã này nằm ở khu vực có độ cao trung bình 236 mét trên mực nước biển.